# Den gode, den onde, den fule
Den gode, den onde, den fule (italienska: Il buono, il brutto, il cattivo) är en italiensk spaghettivästern från 1966 i regi av Sergio Leone, med Clint Eastwood, Lee Van Cleef och Eli Wallach i huvudrollerna. Handlingen kretsar kring tre revolvermän som konkurrerar om att hitta en nedgrävd skatt mitt bland eldstrider, hängningar, slag i inbördeskriget och fångläger.
Filmen innehåller många av Leones kännetecken, exempelvis en sparsam dialog med långa tagningar som sakta bygger upp ett klimax. Filmen innehåller många extrema närbilder, där endast skådespelarens ögon eller fingrar visas. Under filmens första tio minuter förekommer ingen dialog över huvud taget. Manuset skrevs av duon Age & Scarpelli (Agenore Incrocci och Furio Scarpelli), samt Luciano Vincenzoni och Sergio Leone. Filmfotografen Tonino Delli Colli var ansvarig för filmens svepande scener och Ennio Morricone komponerade den numera klassiska musiken till filmen. Det är den tredje filmen i Dollartrilogin med filmerna För en handfull dollar (1964) och För några få dollar mer (1965). Filmen fick ett blandat mottagande när den släpptes, men har med tiden omvärderats och har vid flera tillfällen hamnat högt på listor över de bästa filmerna någonsin.

## Handling
Filmen utspelar sig 1862, under amerikanska inbördeskriget. Angel Eyes (den onde) söker efter en man vid namn Bill Carson, tidigare Jackson, som stulit en guldskatt från den amerikanska armén. Tuco (den fule) är en efterlyst bandit med ett ständigt stigande pris på sitt huvud. Tuco och hans kumpan Blondie (den gode) har en lönsam verksamhet där Blondie överlämnar Tuco till lokala sheriffer. När Tuco rannsakats och dömts till döden genom hängning dyker Blondie upp och skjuter av snaran precis i hängningsögonblicket, varefter de båda flyr. Väl utom räckhåll för lagens representanter delar de på prissumman. Blondie säger till sist upp samarbetet eftersom han inte tror att Tuco kommer att öka i värde. Därefter lämnar han Tuco i öknen. Tuco lyckas dock ta sig till en stad där han beväpnar sig och ger sig ut för att hämnas på Blondie.
Efter att ha funnit Blondie utsätter Tuco honom för samma typ av ökenvandring som Tuco själv tidigare blev utsatt för. Just när Tuco ska skjuta en döende Blondie dyker en vagn med döda soldater upp. En av soldaterna, Carson, är dock inte riktigt död än. Innan Carson svimmar säger han till Tuco att guldskatten har grävts ned på en specifik kyrkogård. Medan Tuco hämtar vatten berättar Carson för Blondie vilken grav skatten är begravd. När Tuco kommer tillbaka med vatten har Carson avlidit.
Tuco är nu tvingad till att behandla Blondie väl och de uppsöker därför ett kloster där Tucos bror är munk. Efter Blondies tillfrisknande klär de ut sig till soldater från sydstatsarmén och tillfångatas av nordstatare. I det fångläger de förs till möter de Angel Eyes, som tagit värvning. Angel Eyes gör allt han kan för att klämma ur Tuco var skatten finns medan den mer listige Blondie slipper tortyr. Blondie och Angel Eyes slår sig ihop för att komma åt skatten, men Tuco lyckas fly fånglägret och återförena sig med Blondie. Blondie överger Angel Eyes och slår sig på nytt samman med Tuco.
De tre huvudpersonerna möts slutligen på kyrkogården där Blondie tar en sten på vilken han låtsas skriva namnet på graven där skatten finns. Denna information duellerar sedan männen om i en revolverduell. Duellen slutar med att Blondie skjuter ihjäl Angel Eyes varpå Tuco sedan får gräva upp skatten. Blondie utsätter Tuco för ett sista grymt skämt: Tuco tvingas kliva upp på ett murket träkors med en snara om halsen och bakbundna händer; därefter rider Blondie iväg. Precis när Tuco faller ned från korset skjuter Blondie av snaran och fortsätter därefter sin ritt. Tuco, som fått behålla halva skatten, skriker efter honom Blondie - you know what you are?! A dirty... son of a b.... innan filmens berömda ledmotiv överröstar honom.

## Rollista (i urval)
| Roll                    | Skådespelare   | Engelsk röst                                   | Italiensk röst       |
| Blondie (den gode)      | Clint Eastwood | Clint Eastwood                                 | Enrico Maria Salerno |
| Angel Eyes (den onde)   | Lee van Cleef  | Lee van Cleef Simon Prescott (tillagda scener) | Emilio Cigoli        |
| Tuco (den fule)         | Eli Wallach    | Eli Wallach                                    | Carlo Romano         |
| Berusad nordstatskapten | Aldo Giuffrè   | Bernie Grant[källa behövs]                     | Pino Locchi          |
| Pablo Ramirez           | Luigi Pistilli |                                                | Nando Gazzolo        |
| Maria                   | Rada Rassimov  | Joyce Gordon[källa behövs]                     | Rita Savagnone       |

## Tillkomst

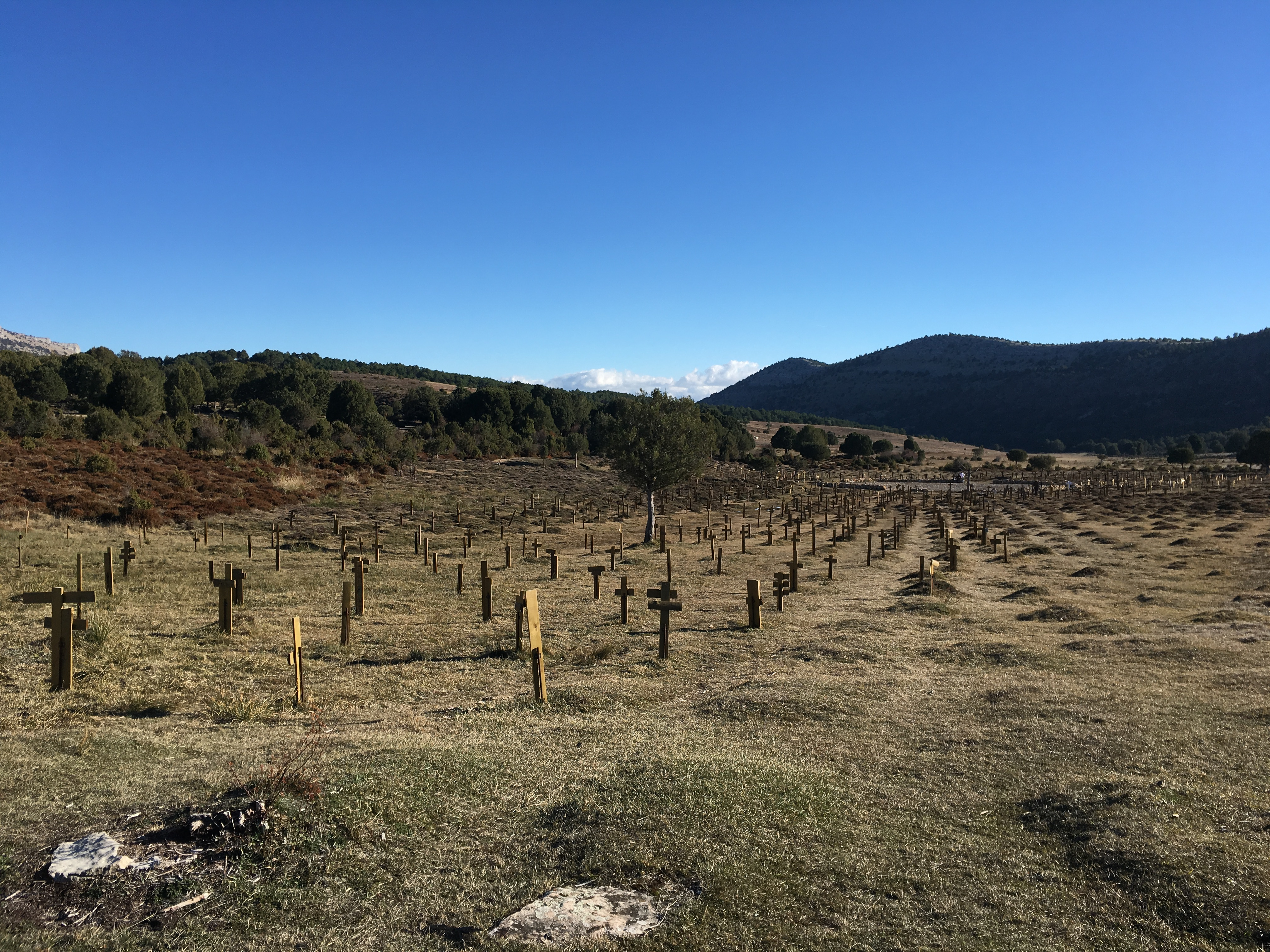
Inspelningsplatsen vid begravningsplatsen Sad Hill i norra Spanien.

Nästan alla av filmens exteriörer är filmade vid Tabernas, norr om Almeria, en provins i östra Andalusien i södra Spanien. Den avslutande scenen med duell på en kyrkogård kallad Sad Hill inspelades ca 16 km (10 miles) nordväst om Villanueva de Carazo i Provincia de Burgos i norra Spanien. De flesta interiörer är filmade i Cinecittà Studios i Rom. Den första versionen av filmen var tre timmar lång. Filmen kom dock att klippas ned och först under 2000-talet kom en utgåva där flera bortklippta scener återställts.

## Utgivning
Filmen hade premiär 15 december 1966 i Italien. I Sverige premiärvisades den 10 april 1968 på biograferna Rigoletto, Rival och Riverside i Stockholm.

## Mottagande
Filmen spelade in 6,1 miljoner USA-dollar men kritiserades för sin skildring av våld. Leone förklarade att våldet i hans filmer är överdrivet på grund av att han ville göra en skämtsam satir av klassiska western-filmer och menade att Vilda västern utgjordes av våldsamma, okomplicerade män, vilket är styrkan och enkelheten som han försökte återskapa. Idag är Leones insatser för att friska upp western-genren vida kända: Den gode, den onde, den fule har beskrivits som den europeiska filmens bästa representant av western-filmer och Quentin Tarantino har sagt att det är den bäst regisserade filmen någonsin.
Filmen ligger även på tionde plats på IMDb's lista över de 250 bästa filmerna någonsin.